# Viborg (provincie)
Viborg Amt (provincie Viborg) was tussen 1970 en 2007 een  provincie in Denemarken op het schiereiland Jutland. De oppervlakte bedroeg 4122,5 km². De provincie telde 234.434 inwoners waarvan 118.098 mannen en 116.336 vrouwen (cijfers 2005). De hoofdstad van de provincie was Viborg. Viborg was met 56,8 inwoners per km² in 2005 na Ringkjøbing de dunst bevolkte provincie van Denemarken. 
De provincie werd gevormd in 1970. De nieuwe provincie kwam grotendeels overeen met het oude Viborg Amt. In het noorden werd een stuk van het opgeheven Thisted Amt aan Viborg toegevoegd. Op 1 januari 2007 werden de provincies in Denemarken afgeschaft. Het noordelijke deel van Viborg is nu deel van de nieuwe regio Noord-Jutland, het zuidelijke deel, inclusief Viborg zelf, van de nieuwe regio Midden-Jutland.

## Gemeenten
| - Aalestrup - Bjerringbro - Fjends - Hanstholm - Hvorslev - Karup - Kjellerup - Møldrup - Morsø | - Sallingsund - Skive - Spøttrup - Sundsøre - Sydthy - Thisted - Tjele - Viborg |

Hoofdstad (Inclusief Bornholm) · Midden-Jutland · Noord-Jutland · Seeland · Zuid-Denemarken

Tot 2007: Aarhus · Bornholm · Frederiksborg · Funen · Kopenhagen · Noord-Jutland · Ribe · Ringkjøbing · Roskilde · Storstrøm · Vejle · Vestsjælland · Viborg · Zuid-Jutland 